# Burg St. German
Die Burg St. German, auch als Waldfeste bezeichnet, ist eine abgegangene Niederungsburg im Bereich des Ortsteils Sankt Germanshof der Gemeinde Bobenthal im Landkreis Südwestpfalz in Rheinland-Pfalz.

## Geschichte
Die Burg wurde nach dem Jahr 1055 von Abt Samuel zunächst als Priorat zur Sicherung der Abtei Weißenburg nach Westen gegründet, gemeinsam mit den Prioraten St. Paul im Norden, St. Remigius (Saint-Rémy) im Osten und St. Pantaleon im Süden der Stadt. Später wurden diese vier Burganlagen zu Befestigungswerken ausgebaut.
Im Jahr 1577 kam die Burg als Lehen in den Besitz der Brüder Christoph und Hans Haug von Steinkallenfels. 1522 wurde die Burg zerstört und war 1592 verfallen.
Von der viereckigen Burganlage hat sich ein romanischer Keller unter dem Südostflügel der Hofanlage Sankt Germanshof 9/10 erhalten.